# La Meyze
La Meyze (tiếng Occitan: La Meisa) là một xã của tỉnh Haute-Vienne, thuộc vùng Nouvelle-Aquitaine, miền trung nước Pháp.